# جين وايت
جين وايت (بالإنجليزية: Jane Wyatt)‏ هي ممثلة أمريكية، ولدت في 12 أغسطس 1910 في الولايات المتحدة، وتوفيت بنفس المكان في 20 أكتوبر 2006 بسبب مرض.

## أعمال

### أفلام
- (1937) الأفق المفقود
- (1944) لا شيء غير القلب الوحيد
- (1947) اتفاقية الشرف

### مسلسلات
- أيام سعيدة

## وصلات خارجية
- جين وايت على موقع IMDb (الإنجليزية)
- جين وايت على موقع ألو سيني (الفرنسية)
- جين وايت على موقع تيرنر كلاسيك موفيز (الإنجليزية)
- جين وايت على موقع أول موفي (الإنجليزية)
- جين وايت على موقع قاعدة بيانات برودواي على الإنترنت (الإنجليزية)
- جين وايت على موقع قاعدة بيانات الأفلام السويدية (السويدية)
- جين وايت على موقع إن إن دي بي (الإنجليزية)
- جين وايت على موقع قاعدة بيانات الفيلم (الإنجليزية)
- جين وايت على موقع كينوبويسك (الروسية)